# 河村永徳
河村永徳（かわむらえいとく、1962年8月22日 - ）は日本の映画監督・脚本家・編集・映画プロデューサー。プロデューサー名義は「徳永裕明」。
叔父は（スター誕生、日本レコード大賞、ミュージックフェア、オールナイトニッポンなど300本近くの番組台本・演出・プロデース・出演を担当などしている。

## 人物・来歴
映画製作会社「Heaven」にて映像技術を学ぶ。のちに数々の作品で編集に携わる。その後、ドキュメンタリー作品「決心ー神楽坂恵」（映画「童貞放浪記」のメイキング）で初監督。
生と死を狭間に人間を描くことを得意としている。

## 作品

### 監督
- 長編自主映画「ボルトマン」（主演：芋洗坂係長） ※ 三重県伊賀の國忍者映画祭で審査員特別賞受賞
- 短編自主映画「靴屋の愛」（出演：さとう珠緒）群馬県伊勢崎映画祭で上毛新聞社賞受賞
- 短編自主映画「相方」（主演：九州男子）映画少年短編映画祭入選
- 短編自主映画「靴屋と彼女のセオリー」（主演：佐藤良洋）おおいた自主映画祭でおおいた自主映画祭賞受賞
- 短編自主映画「ある東京都民の死」（主演：佐藤良洋）48時間映画祭東京大会 ※ 主演男優賞受賞
- 短編自主映画「On the way home」（主演：道芭れい）48時間映画祭東京大会
- 短編自主映画「Last First Time」（主演：なかたかな）48時間映画祭東京大会
- 短編映画「えんむすび」（主演：二宮芽生） ※ 八王子Short Film映画祭で準グランプリ受賞[1] ※ あわら湯けむり映画祭で審査委員賞受賞
- 短編映画「タコノアシ絶滅危惧種の恋」（主演：瀬野ユリエ） ※ 八王子Short Film映画祭で日本閣特別賞受賞 ※ 相生なぎさ短編映画祭で相生なぎさ賞受賞
- 短編映画「諸刃の剣」（主演：富樫ありさ）
- 短編映画「MOVIE HOUSE」（主演：唯木いちよ、鈴木博之）
- 中編映画「Catch your dreams」（主演：真城聡、岡田サリオ）

### プロデューサー（徳永裕明名義）
- 空人
- 学校の階段（主演：黒川芽以／角川映画）
- 都市霊伝説 クロイオンナ
- 都市霊伝説 幽子
- 都市霊伝説 心霊工場
- RANBU 艶舞剣士
- 輪舞曲 RONDO
- 蝉祭りの島